# Franco Balmamion

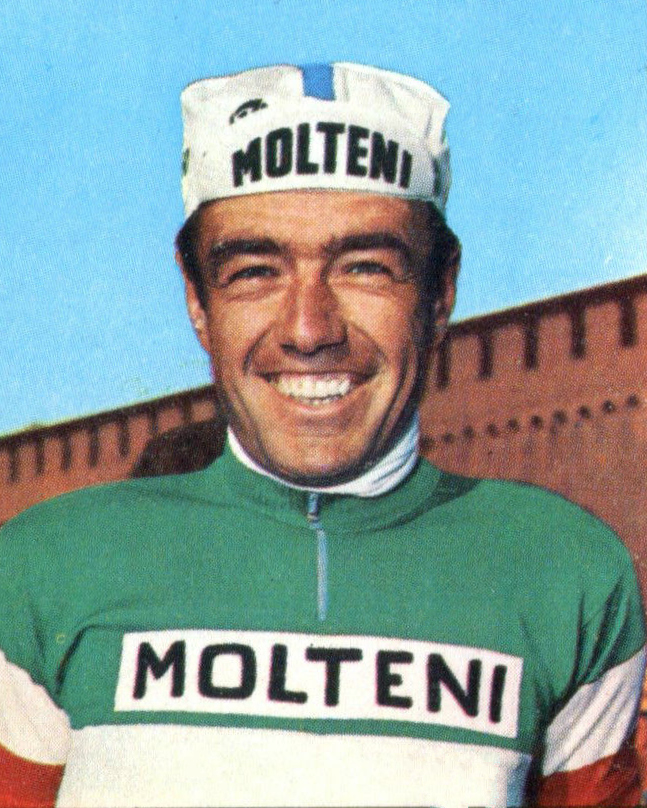
Franco Balmamion (1968)

Franco Balmamion (* 11. Januar 1940 in Nole bei Turin) ist ein ehemaliger italienischer Radrennfahrer.
Balmions Profikarriere begann mit 21 Jahren im Jahre 1961. Er bestritt im selben Jahr den Giro d’Italia 1961 und belegte auf der ersten Etappe Rang zwei. Die größten Erfolge gelangen ihm in den beiden Folgejahren, als er jeweils die Gesamtwertung des Giro d’Italia 1962 und 1963 gewann. Balmamion nahm insgesamt an elf Giri d’Italia teil, von denen er zehn beendete. Er konnte sich sechs weitere Male unter den ersten Zehn platzieren, darunter 1967 als Zweiter, lediglich 1971 beendete er das Etappenrennen nicht.
Fünfmal nahm Balmion an der Tour de France teil, wobei er als Dritter 1967 seine beste Platzierung erreichte. Zu seinen weiteren Erfolgen zählten die Meisterschaft von Zürich 1963 und der italienische Meistertitel 1967.
1972 beendete er seine Karriere als Berufsfahrer, in der er 14 Straßenrennen und zwei Etappenrennen als Sieger beendet hatte.

## Palmares
1962
- Mailand–Turin
- Gesamtwertung Giro d’Italia
- Giro dell’Appennino

1963
- Meisterschaft von Zürich
- Gesamtwertung Giro d’Italia

1967
- Italienischer Meister – Straßenrennen

## Teams
- 1961 Bianchi
- 1962–1963: Carpano
- 1964: Cynar
- 1965–1966: Sanson
- 1967–1968: Molteni
- 1969–1970: Salvarani
- 1971–1972: SCIC